# El Retorno
El Retorno – miasto i gmina w departamencie Guaviare, w Kolumbii.